# Росул Рустам Михайлович
Руста́м Миха́йлович Росул — солдат Державної прикордонної служби України.

## Бойовий шлях
10 жовтня 2014-го важко поранений у бою під Волновахою — був у групі супроводження колони із продуктами, вогнепальні поранення, осколки, перебитий хребет. Ті, хто був попереду, загинули одразу. Рустам прикрив собою кількох вояків, згодом його паралізувало.
Мама померла, на його одужання сподіваються батько та брат.
Після більш як річного оздоровлення у США в серпні 2016-го повернувся додому, вже може вставати й ходити.

## Нагороди
За особисту мужність і героїзм, виявлені у захисті державного суверенітету та територіальної цілісності України, вірність військовій присязі під час російсько-української війни
- орденом «За мужність» III ступеня (22.1.2015).